# Ulica Floriana Krygiera w Szczecinie
Ulica Floriana Krygiera (do 13 marca 2015 roku ulica Autostrada Poznańska) – ulica w Szczecinie, jedna z czterech arterii drogowych, łączących lewobrzeże Szczecina z resztą Polski. Jest ponad ośmiokilometrowym łącznikiem pomiędzy ul. Cukrową na Gumieńcach, a ul. Granitową w Podjuchach.
Na krótkim odcinku pomiędzy skrzyżowaniem z ul. Cukrową a rondem Hakena prowadzi nią droga krajowa nr 13, na pozostałej części leży (od wiosny 2004) w ciągu drogi krajowej nr 31.
Przy ulicy Floriana Krygiera istnieje pięć skrzyżowań – skrzyżowanie z ul. Cukrową, rondo Hakena w kierunku Śródmieścia, rondo przy CH Auchan, zjazd do wsi Ustowo i Elektrociepłowni Pomorzany oraz skrzyżowanie z ul. Granitową na wschodnim krańcu ulicy. Przy trasie położone jest kąpielisko miejskie Dziewoklicz, do którego ulica stanowi jedyny dojazd. Ulicą prowadzą linie autobusów miejskich nr 61 i 62 obsługiwane przez SPA Dąbie.

## Historia

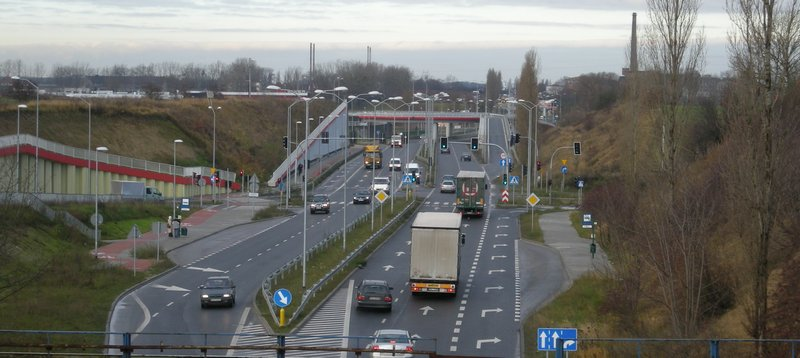
Węzeł z ul. Ustowską; w głębi rondo nad ulicą – dojazd do CH Auchan Kołbaskowo

Ulica powstała przed rozpoczęciem II wojny światowej w większości na obszarze Międzyodrza równolegle do i na północ od Kanału Odyńca. Wybudowana została ze środków przeznaczonych na walkę z bezrobociem jako droga o charakterze strategicznym. Prace budowlane ukończono w 1934 roku. Od podstaw zbudowano przeprawy mostowe nad Odrą Zachodnią i Regalicą oraz usypano wysokie nasypy ziemne na polderach położonych między tymi rzekami. Miała służyć niemal wyłącznie szybkiemu przemieszczaniu się w kierunku wschodnim wojsk garnizonu szczecińskiego i innych garnizonów stacjonujących w położonej na zachód od Szczecina części prowincji Pomorze. W czasie działań wojennych, w kwietniu 1945, mosty na Odrze i Regalicy zostały wysadzone w powietrze przez wycofujące się oddziały wojsk hitlerowskich, by utrudnić Armii Czerwonej przypuszczenie ataku okrążającego na Szczecin.
27 kwietnia 1945, następnego dnia po wkroczeniu do miasta, żołnierze Armii Czerwonej przeprowadzili dwudniową operację budowania mostów pontonowych na Regalicy i Odrze w ciągu komunikacyjnym ulicy Floriana Krygiera. 8 lutego 1948 w obecności ambasadora Wielkiej Brytanii oddano do użytku dwa tymczasowe stalowe mosty będące darem rządu brytyjskiego. Fakt ten umożliwił ponowne skomunikowanie i przyłączenie do Szczecina prawobrzeżnych dzielnic – Podjuch, Żydowiec, Zdrojów i Klucza leżących początkowo w okresie powojennym w granicach ówczesnego powiatu gryfińskiego.
Uroczyste otwarcie ulicy po odbudowie ze zniszczeń wojennych nastąpiło 19 grudnia 1959. Nadano jej nazwę Autostrada Poznańska ze względu na równoległe położenie względem magistrali kolejowej łączącej Szczecin z Poznaniem. Nasyp pod ową magistralę i ulicę usypano z ziemi wykopanej na poczet Kanału Odyńca. W ciągu ulicy znalazły się prowizoryczne mosty drogowe – zbudowane i zaprojektowane przez Ludowe Wojsko Polskie – posadowione na żelbetowych poniemieckich filarach i przyczółkach uzupełnionych o drewnianej konstrukcji estakady dojazdowe. Most nad Odrą otrzymał imię gen. Karola Świerczewskiego, a most nad Regalicą – imię I Armii Wojska Polskiego. Stalowe konstrukcje przęseł mostu wykonała Stocznia Szczecińska im A. Warskiego.
Decyzją Rady Miasta Szczecina w 2001 roku nadano imię Hermanna Hakena wybudowanemu w ramach modernizacji DK13 rondu o średnicy 120 m u zbiegu ul. Floriana Krygiera z ul. Południową. W tym samym czasie zmodernizowano zachodni odcinek ulicy pomiędzy ul. Cukrową a rondem Hakena.

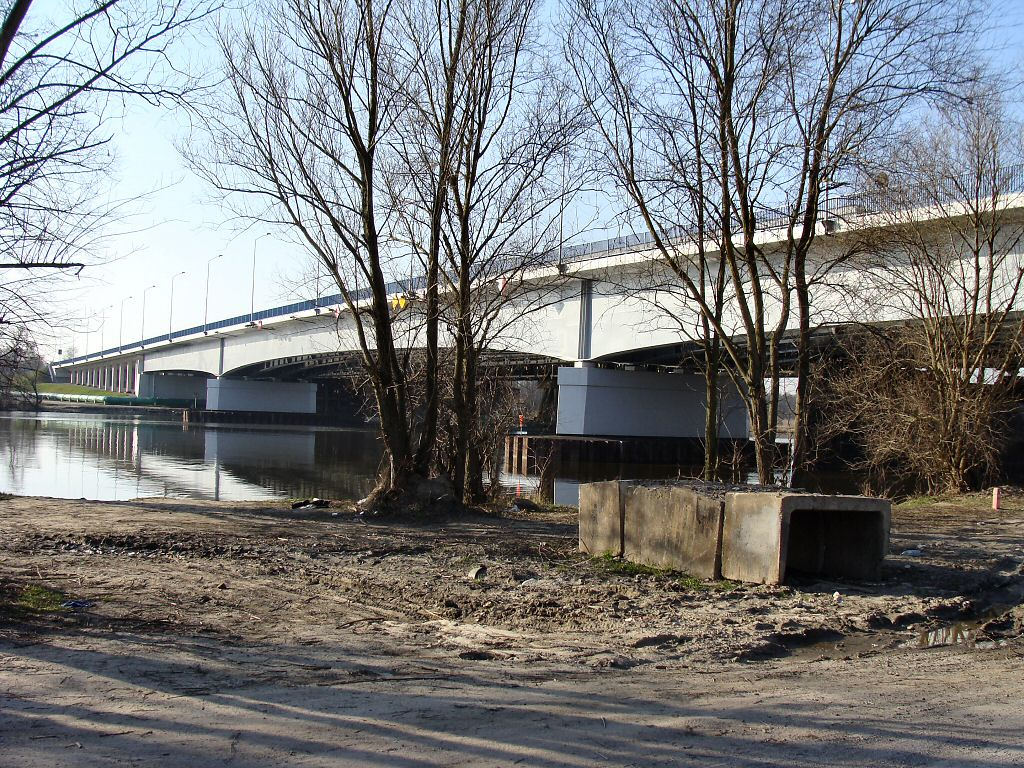
Most Gryfitów

W ramach realizacji I i II etapu przebudowy ulicy do dwujezdniowej drogi klasy G, 28 kwietnia 2006 gmina Miasto Szczecin podpisała umowę z Płockim Przedsiębiorstwem Robót Mostowych o/Poznań na wykonanie dwóch jednojezdniowych trójprzęsłowych mostów nad Odrą i Regalicą wraz z wiaduktami dojazdowymi w ciągu 24-27 miesięcy. Wykonawcą stalowych przęseł nowych mostów był Mostostal Chojnice, a zmontowane zostały, podobnie jak przed 50 laty, w Stoczni Szczecińskiej. W międzyczasie główny wykonawca przejęty został przez zagranicznego inwestora i zmienił nazwę na Bilfinger Berger Polska. Pod koniec maja 2008 Prezydent Miasta Szczecina przy współudziale Polskiego Radia Szczecin i szczecińskiej redakcji Gazety Wyborczej ogłosił konkurs na nazwy dla nowych mostów. Rada Miasta Szczecina zatwierdziła wyłonione w konkursie nazwy: Pomorzan dla mostu nad Odrą Zachodnią oraz Gryfitów dla przeprawy przez Regalicę. Oficjalne otwarcie ruchu na nowych mostach nastąpiło 29 sierpnia 2008. Jednocześnie stare mosty zostały zamknięte.
W 2007 roku na koszt właściciela nowo powstającego Centrum Handlowego Auchan „Kołbaskowo” rozpoczęła się przebudowa zachodniego fragmentu ulicy (pomiędzy rondem Hakena a wiaduktem w ciągu ul. Nasypowej) – budowa ok. 1100 m drugiej jezdni oraz ronda ponad głównymi jezdniami ulicy. Przebudowany fragment ulicy został dopuszczony do eksploatacji 4 listopada 2008.
W latach 2010–2011 (uruchomienie 16 czerwca 2011) zrealizowano IV etap modernizacji ciągu komunikacyjnego – na obecnej ul. Morwowej w pobliżu hotelu „Panorama” przy węźle Morwowa na autostradzie A6 powstało rondo ułatwiające obsługę tegoż węzła, które docelowo stanowić będzie wschodni początek arterii.

## Plany
Budowa nowych mostów stanowić ma początek kompleksowej przebudowy arterii, która ma stać się drogą dwujezdniową na całej długości. Kolejne etapy modernizacji przewidują:
- etap III – rozbiórka istniejących tymczasowych mostów i budowa w ich miejscu nowych, przebudowa ekowiaduktu nad ul. Potoczną, budowa przejścia podziemnego przy Dziewokliczu, rozbudowa wiaduktu kolejowego, budowę jezdni południowej i remont istniejącej północnej.
- etap V – budowa nowego węzła drogowego nad ul. Granitową/Batalionów Chłopskich, budowa nowego odcinka drogi między tym węzłem drogowym a rondem zbudowanym w etapie IV po śladzie równoległym do przebiegu ul. Morwowej

W następnej kolejności planowane było również połączenie z projektowaną ul. Nowogdańską mającą stanowić drugą z głównych osi transportu drogowego szczecińskiego portu (obok DK10 – ciągu ulic Gdańskiej/Struga).